# Саркофаг супругов
Саркофаг супругов (итал. Sarcofago degli Sposi) — знаменитый этрусский саркофаг из некрополей в Черветери, который входит в состав экспозиции Национального музея этрусского искусства на вилле Юлия III в Риме. Высота — 114 см, длина — 190 см. В древности был расписан. Датируется второй половиной VI века до н. э.
Памятник принадлежит к группе антропоморфных саркофагов (повторяющих форму человеческого тела). Его уникальность заключается в том, что он изображает две фигуры, мужскую и женскую, пирующие в загробном мире. Этот сюжет представлен также в древнегреческой вазописи. На эллинское влияние указывают такие детали, как форма ложа, заплетённые косы, миндалевидная форма глаз и играющие на лицах улыбки.
Заботясь преимущественно об отделке лиц и передаче жестов, нижнюю половину тел художник изобразил схематично. В Черветери был найден ещё один саркофаг подобной работы, в котором можно предполагать руку того же мастера.